# Lagarteiro-cinzento
O Lagarteiro-cinzento (Coracina caesia) é uma espécie de ave da família Campephagidae.
Pode ser encontrada nos seguintes países: Burundi, Camarões, República Democrática do Congo, Guiné Equatorial, Etiópia, Quénia, Malawi, Moçambique, Nigéria, Ruanda, África do Sul, Sudão, Essuatíni, Tanzânia, Uganda e Zimbabwe.
Os seus habitats naturais são: florestas subtropicais ou tropicais húmidas de baixa altitude, regiões subtropicais ou tropicais húmidas de alta altitude e matagal árido tropical ou subtropical.